# Studio Wildcard
Wildcard Properties, LLC (prowadzi działalność gospodarczą jako Studio Wildcard) – amerykański wydawca gier komputerowych z biurami w Kirkland i Gainesville.

## Historia
Firma została założona w październiku 2014 przez Douga Kennedy'ego, Jessego Rapczaka, Jeremy'ego i Susan Stieglitzów i jest najbardziej znana ze swojej debiutanckiej gry „Ark: Survival Evolved”, która została wydana w sierpniu 2017 r. 
W 2020 zespół oficjalnie zapowiedział nową grę Ark II, w której ma wystąpić Vin Diesel – gwiazdor hollywoodzkiego kina akcji.

## Wykaz gier
- 2023: Ark: Survival Ascended
- 2021: Ark: II (w realizacji)
- 2020: Ark: Genesis
- 2018: 
  - Ark: Extinction
  - Ark: Survival Evolved Mobile
  - Ark: Park

- 2017: 
  - Ark: Aberration
  - Ark: Survival Evolved
  - Ark: Survival of the Fittest
- 2016: Ark: Scorched Earth